# SKYRORA (ракета-носій)
Skyrora — британська лінійка ракет космічного призначення.
Однойменна компанія займається розробкою та виробництвом ракет космічного призначення легкого класу.
У рамках своєї стратегії задоволення зростального попиту на запуски малих супутників в економічно ефективному порядку компанія прагне реалізовувати з Шотландії.
Нині Велика Британія виробляє близько 44 відсотків малих супутників у світі та має широкі можливості для роботи цих супутників колись активних. Але у Великій Британії не вистачає будь-яких космічних апаратів або пускових плат, щоб вивести супутники на орбіту.
Skyrora називає себе ідейним продовжувачем британської космічної програми Black Arrow, в рамках якої в 1971 році Велика Британія успішно запустила свою першу ракету і вивела на орбіту супутник Prospero. В результаті Велика Британія стала шостою державою, здатною запускати свої власні супутники. Для запуску ракети, як і в розробці Skyrora, застосовувалася паливна пара з пероксиду водню і гасу.
Один з офісів Skyrora — R&D-центр — знаходиться в Україні, в місті Дніпро.

## Модельний ряд
- Skyrora 1[2]

- Skyrora XL[3]

## Ступінь реалізації проєкту

### Skyrora 1
- Карданний підвіс готовий
- підвіска для маршового двигуна готова
- Верхній ступінь готовий
- Силові електронні блоки управління готові

### Skyrora XL
Skyrora XL — це триступенева орбітальна ракета-носій, що розробляється, з дев’ятьма пероксидно-гасовими двигунами того ж типу, що й у Skylark L. Перший політ заплановано на четвертий квартал 2022 року. Очікується, що ракета зможе нести корисне навантаження 315 кг на орбіту 500 км.
Skyrora успішно випробувала останній ступінь ракетного двигуна під час своїх перших стаціонарних наземних випробувань. У квітні 2021 року компанія успішно випробувала верхній ступінь ракети Skyrora XL і завершила статичні вогневі випробування в комплексі розробки двигунів у Файфі.
У жовтні 2021 року компанія уклала угоду на кілька запусків ракети Skyrora XL з космодрому SaxaVord, починаючи з кінця 2022 року.